# Stora Åstjärnen, Ångermanland
Stora Åstjärnen är en sjö i Örnsköldsviks kommun i Ångermanland och ingår i Idbyåns huvudavrinningsområde.